# Bar (Francja)
Bar – miejscowość i gmina we Francji, w regionie Nowa Akwitania, w departamencie Corrèze.
Według danych na rok 1990 gminę zamieszkiwało 317 osób, a gęstość zaludnienia wynosiła 15 osób/km² (wśród 747 gmin Limousin Bar plasuje się na 345. miejscu pod względem liczby ludności, natomiast pod względem powierzchni na miejscu 314.).

## Populacja

Populacja Bar w latach 1962–2008